# Deni Avdija
Deni Avdija (hebräisch דני אבדיה, * 3. Januar 2001 in Tel Aviv) ist ein israelischer Basketballspieler. Er ist israelischer Nationalspieler, auf Vereinsebene spielt er in den Vereinigten Staaten für die Portland Trail Blazers.

## Privates
Deni Avdija ist der Sohn des ehemaligen israelischen Basketballspielers und heutigen Trainers Zufer Avdija, der in Kosovo geboren wurde und muslimisch-goranischer Abstammung ist. Zufer Avdija war in den 1980er Jahren Kapitän der Spitzenmannschaft KK Roter Stern Belgrad und gewann mit der jugoslawischen Nationalmannschaft bei der Weltmeisterschaft 1982 die Bronzemedaille. Im Jahr 1990 kam er mit 30 Jahren durch ein Engagement als Spieler nach Israel, wo er seitdem ansässig ist. Seine Mutter ist eine jüdische Israeli.

## Karriere
Avdija begann im Alter von acht Jahren in der Jugend von Bnei Herzlia mit dem Basketballspielen. Im Jahr 2013 folgte der Wechsel in die Nachwuchsabteilung von Maccabi Tel Aviv. Dort entwickelte er sich schnell und übernahm in den verschiedenen Juniorenauswahlen Führungsrollen. Die Jugendmannschaft Maccabis führte er in den Jahren 2017 bis 2019 zu drei aufeinanderfolgenden Meistertiteln. In dieser Zeit nahm er auch an internationalen Turnieren wie dem Euroleague Basketball Next Generation Tournament und der Sichtungsveranstaltung Basketball Without Borders teil, bei denen er stets einen guten Eindruck hinterließ.
Bereits im November 2017 hatte er mit 16 Jahren einen Profivertrag mit einer Laufzeit von sechs Jahren bei den Tzehubim unterzeichnet und war seitdem auch in der ersten Mannschaft Maccabis vertreten. Sein Debüt in der höchsten israelischen Spielklasse gab er am 19. November 2017 beim 98:68-Heimsieg gegen Ironi Ness Ziona, in dem er drei Minuten Spielzeit erhielt. Damit wurde er mit 16 Jahren und 320 Tagen zum jüngsten Spieler, der ein Pflichtspiel für Maccabi bestritt. In der Saison 2017/18 bestritt er drei Spiele in der Liga. In der nächsten Spielzeit kam er in 33 Spielen zum Einsatz, in denen er in durchschnittlich neun gespielten Minuten 3 Punkte und 1,5 Rebounds pro Begegnung sammelte. Im Spieljahr 2019/20 kam er in der Euroleague bis zum Abbruch aufgrund der Ausbreitung des Coronavirus SARS-CoV-2 in 26 Begegnungen zum Einsatz und erzielte dabei im Schnitt vier Punkte je Einsatz.
Mitte April 2020 gab er seine Teilnahme an der NBA-Draft 2020 bekannt. Er wurde als Kandidat auf einen der vorderen Plätze angesehen und wurde letztlich an neunter Stelle von den Washington Wizards ausgewählt. Er wurde auf diese Weise der erste israelische Spieler, der bei dem Verfahren jemals unter den ersten zehn Spielern aufgerufen wurde. In der Saison 2023/24 erreichte er mit 14,7 Punkten je Hauptrundenspiel seinen bisherigen NBA-Höchstwert.
Im Juli 2024 kam er im Rahmen eines Tauschgeschäfts zu den Portland Trail Blazers.

## Nationalmannschaft
Im August 2017 nahm Avdija mit der israelischen U16-Nationalmannschaft an der U16-Europameisterschaft 2017 in Montenegro teil, wo er in den Kategorien Rebounds mit 12,6 und Assists mit 5,3 das Feld anführte.
Im Juli 2018 gewann er mit der U20 die U20-Europameisterschaft 2018 in Deutschland. Das Turnier beendete er mit durchschnittlich 12,7 erzielten Punkten, 6,4 Rebounds, 1,1 Assists und 1,3 Steals pro Spiel. Seine Leistungen brachten ihm neben seinem Mannschaftskollegen und Most Valuable Player Yovel Zoosman eine Berufung in Auswahl der besten fünf Spieler des Turniers ein. Im Jahr darauf führte er die U20 bei der U20-Europameisterschaft 2019 im eigenen Land zum Titel. Im Endspiel gegen die spanische Auswahl zeichnete er sich mit 26 Punkten, 11 Rebounds und 5 Ballgewinne aus und wurde anschließend als bester Spieler des Wettbewerbs ausgezeichnet. Im gesamten Turnier verzeichnete er durchschnittlich 18,4 Punkte, 8,3 Rebounds und 5,3 Assists.
Am 21. Februar 2019 debütierte Avdija beim 81:77-Heimsieg in der Qualifikation zur Weltmeisterschaft 2019 gegen Deutschland in der A-Nationalmannschaft. Er kam auf elf Minuten Spielzeit, in der er einen Punkt erzielte, vier Rebounds einsammelte und zwei Korbvorlagen verteilte.

## Karriere-Statistiken
| Legende | Legende                                        | Legende | Legende                                                     | Legende | Legende                                          |
| ------- | ---------------------------------------------- | ------- | ----------------------------------------------------------- | ------- | ------------------------------------------------ |
| GP      | Absolvierte Spiele (Games played)              | GS      | Spiele von Beginn an (Games started)                        | MPG     | Absolvierte Minuten pro Spiel (Minutes per game) |
| FG %    | Wurfquote aus dem Feld (Field-goal percentage) | 3P %    | Wurfquote Drei-Punkte-Würfe (3-point field-goal percentage) | FT %    | Freiwurfquote (Free-throw percentage)            |
| RPG     | Rebounds pro Spiel (Rebounds per game)         | APG     | Assists pro Spiel (Assists per game)                        | SPG     | Steals pro Spiel (Steals per game)               |
| BPG     | Blocks pro Spiel (Blocks per game)             | PPG     | Punkte pro Spiel (Points per game)                          | FETT    | Karriere-Bestmarke                               |

### NBA

#### Hauptrunde
| Saison  | Team       | GP  | GS  | MPG  | FG % | 3P % | FT % | RPG | APG | SPG | BPG | PPG  |
| ------- | ---------- | --- | --- | ---- | ---- | ---- | ---- | --- | --- | --- | --- | ---- |
| 2020–21 | Washington | 54  | 32  | 23.2 | .417 | .315 | .644 | 4.9 | 1.2 | 0.6 | 0.3 | 6.3  |
| 2021–22 | Washington | 82  | 8   | 24.2 | .432 | .317 | .757 | 5.2 | 2.0 | 0.7 | 0.5 | 8.4  |
| 2022–23 | Washington | 76  | 40  | 26.6 | .437 | .297 | .739 | 6.4 | 2.8 | 0.9 | 0.4 | 9.2  |
| 2023–24 | Washington | 75  | 75  | 30.1 | .506 | .374 | .740 | 7.2 | 3.8 | 0.8 | 0.5 | 14.7 |
| Gesamt  | Gesamt     | 287 | 155 | 26.2 | .457 | .327 | .737 | 6.0 | 2.5 | 0.8 | 0.4 | 9.8  |